# Guido Carli
Guido Carli (ur. 28 marca 1914 w Brescii, zm. 23 kwietnia 1993 w Spoleto) – włoski ekonomista i polityk, minister handlu zagranicznego (1957–1958), minister skarbu (1989–1992), prezes Banku Włoch (1960–1975), senator.

## Życiorys
Jego ojciec, Filippo Carli, był socjologiem związanym z nurtem faszystowskim. Guido Carli ukończył studia prawnicze na Uniwersytecie Padewskim, po czym w 1937 podjął pracę we włoskim holdingu państwowym IRI. Od 1943 współpracował w Włoską Partią Liberalną. Z jej ramienia zasiadał w Consulta Nazionale, prowizorycznym powojennym parlamencie pochodzącym z mianowania (1945–1946).
W 1947 został włoskim dyrektorem w Międzynarodowym Funduszu Walutowym. W latach 1950–1952 pełnił funkcję prezesa Europejskiej Unii Płatniczej. Od 1952 był prezesem instytucji bankowej Mediocredito Centrale. Od maja 1957 do lipca 1958 zajmował stanowisko ministra handlu zagranicznego w rządzie, na czele którego stał Adone Zoli. Później był prezesem instytucji kredytowych. W 1959 powołany na dyrektora generalnego Banku Włoch, w 1960 objął stanowisko jego prezesa. Włoskim bankiem centralnym kierował nieprzerwanie do 1976.
W latach 1976–1980 przewodniczył zrzeszeniu włoskich pracodawców i przemysłowców Confindustria. W latach 1981–1983 stał na czele europejskiej organizacji gospodarczej UNICE. W latach 1983–1992 z ramienia Chrześcijańskiej Demokracji wchodził w skład Senatu IX i X kadencji. Od lipca 1989 do czerwca 1992 pełnił funkcję ministra skarbu w dwóch gabinetach Giulia Andreottiego.
Od 1978 do śmierci był prezydentem uniwersytetu LUISS w Rzymie, uczelnia ta została później nazwana jego imieniem.
Odznaczony Orderem Zasługi Republiki Włoskiej I klasy (1962).